# Орден Великого Бадра
Орден Великого Бадра або Великий ланцюг Бадра — найвища державна нагорода королівства Саудівська Аравія.

## Історія
Орден було започатковано 20 березня 1971 року королем Фейсалом як вищу державну нагороду.
Орден присвячений битві при Бадрі — першій великій битві між мусульманами та курайшитами, що відбулась 17 березня 624 року в Хіджазі.

## Опис
Орденом Бадра нагороджуються особи королівської крові, монархи та принци, глави держав, що сповідують Іслам.
Ланцюг ордена складається з вісімнадцяти золотих ланок у вигляді двох пальмових гілок з накладеними на них двома шаблями. Центральна ланка в вигляді герба Саудівської Аравії — дві шаблі, над ними пальмові гілки. Знак ордена є семикутною зіркою зеленої емалі з білою окантовкою. В центрі медальйон з девізом арабською мовою «ا إله إلا الله محمد رسول الله» (Немає Бога, окрім Аллаха, і Магомет — пророк Його).